# Route nationale 16b
La route nationale 16b, ou RN 16b, était une route nationale française située à Coudekerque-Branche et reliant la RN 16 au Pont Neuf sur la RN 40. À la suite de la réforme de 1972, la RN 16b a été déclassée en RD 916b sauf pour une section à l'est de l'échangeur avec la nouvelle RN 335 qui a été renumérotée RN 336.